# Tania Noakes
Tania Noakes (* 25. Mai 1974) ist eine ehemalige britische Skilangläuferin und Biathletin.

## Karriere
Tania Noakes startete für Oxford UOTC und war damit eine der wenigen britischen Skiläufer, die nicht bei den Streitkräften angestellt war. International trat sie einzig im Dezember 2008 bei Rennen im Rahmen des Scandinavian Cup im Lygna Skisenter und wurde dort 68. über 10 Kilometer im klassischen Stil. Im Biathlon gewann Noakes 2006 hinter Adele Walker und Fay Potton im Massenstart die Silbermedaille, 2009 gewann sie in dieser Disziplin den britischen Titel. In folgenden Jahren trat Noakes nicht mehr in Erscheinung.